# Зенефельдер, Иоганн Алоиз

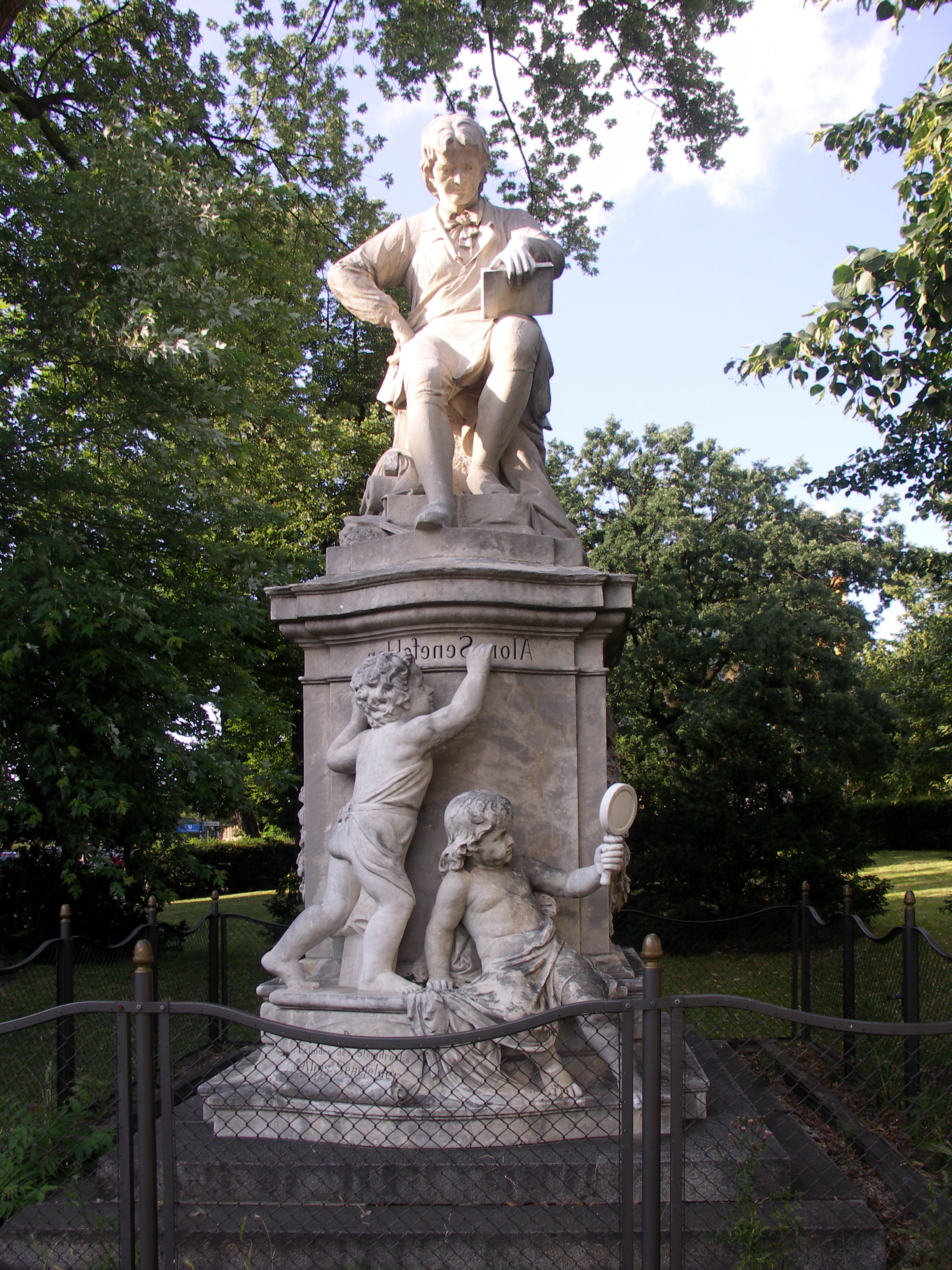
Памятник Алоизу Зенефельдеру на Зенефельдерплац в Берлине. 1892. Имя изобретателя, написанное путто зеркально, как на литографском камне, второй читает с помощью ручного зеркальца

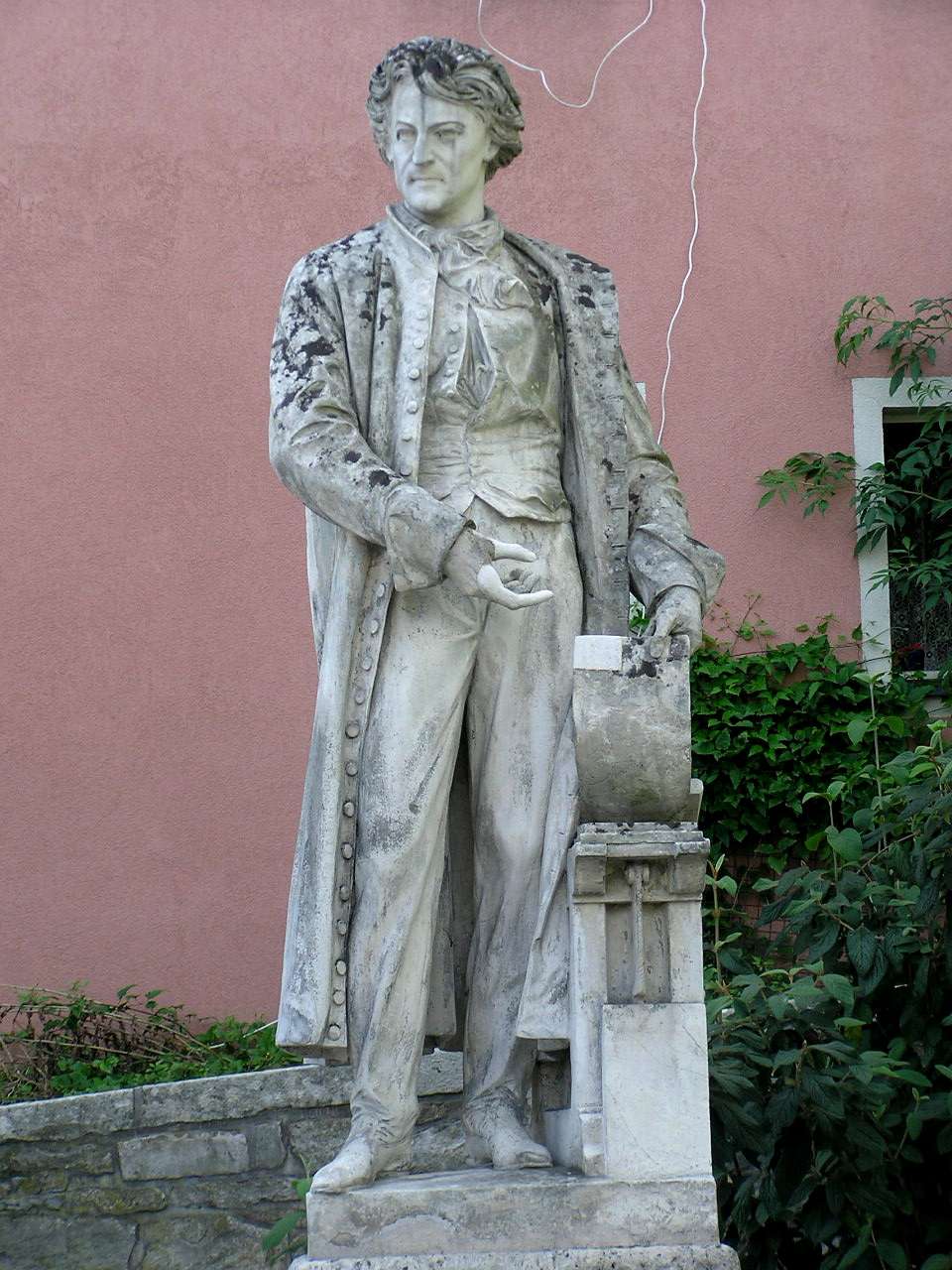
Памятник Алоизу Зенефельдеру в Зольнхофене. 1870-е

Иога́нн Алои́з Зе́нефельдер (нем. Johann Alois Senefelder, oder Aloys Senefelder; 6 ноября 1771, Прага}} — 26 февраля 1834, Мюнхен) — немецкий литератор-любитель, актёр и типограф, изобретатель литографии.

## Биография
Алоиз Зенефельдер был сыном мюнхенского придворного актёра Франца Петера Зеннфельдера (Sennfelder), родом из Кёнигсхофена во Франконии, и Катарины Зеннфельдер, урождённой фон Фольк. Алоиз Зенефельдер родился в Праге, где его родители временно гостили.
Он завершил своё обучение до 1787 года в иезуитской гимназии Мюнхена, а также брал уроки игры на фортепиано и пения у известных музыкантов, таких как придворный органист Антон Ферхль. С 1789 по 1793 год Зенефельдер изучал право в Ингольштадтском университете, который окончил с отличием.
Помимо учёбы, он увлекался актёрской профессией, он временно присоединился к передвижной актёрской труппе, но всё больше внимания уделял писательской деятельности. Его первая крупная пьеса, комедия «Ценители девушек», имела успех. Премьера состоялась в Мюнхенском придворном театре, где Зенефельдер работал реквизитором, и была опубликована в 1792 году. Желая в будущем из соображений экономии средств печатать свои произведения самостоятельно, Зенефельдер обратился к изучению технологии печати.
В 1796—1800 годах Зенефельдер владел маленькой типографией в Мюнхене, затем работал в Вене, с 1806 года — снова в Мюнхене. В 1796 году (по другим данным — в 1798 году) он изобрёл новую технику плоской печати — литографию. Согласно одному из рассказов, прогуливаясь дождливым днём 1796 года, он заметил отпечаток листа на мокром известняковом камне. Это наблюдение натолкнуло его на мысль о размножении отпечатков с камня. Из-за отсутствия у него навыков рисования опытный музыкант попытался использовать эту технику для копирования нот. «Один отрывок из крайне плохо напечатанных нот из старого сборника гимнов сразу же навёл меня на мысль, что с помощью моего нового метода печати я смогу также производить музыку, которая будет гораздо красивее, чем свинцовый шрифт». Первое произведение Зенефельдера, «XII песен в сопровождении фортепиано Франца Глейсснера», было опубликовано уже в июле 1797 года.
По иной версии Зенефельдер по рассеянности записал счёт из прачечной на известняковом камне, и он отпечатался, также случайно, с камня на влажную ткань. Зенефельдер понял, что запись можно тиражировать. Даже если эта история вымышлена, в ней содержится зерно истины.
Новая техника печати быстро привлекла «внимание как в стране, так и за рубежом из-за красоты и ясности письма, гладкости печати на бумаге и удивительной дешевизны».
Спустя годы изобретатель опубликовал сочинение «Точное руководство печатания на камне» (Vollständiges Lehrbuch der Steindruckerey, 1818), частично переведённое на русский язык в 1819 году. После этого открытия Зенефельдер полностью посвятил себя новому делу, он выхлопотал себе привилегии в разных городах Европы. Основал типографию для печати нот в Вене, но затем оставил это дело и обратился к ситцепечатанию. В 1809 году он был приглашён в Мюнхен для организации процесса литографии при Королевской комиссии составления карт, получил пожизненное жалованье, титул королевского инспектора литографии и разрешение владеть собственной литографией.
Техника печати на камне была известна и до Зенефельдера, но именно им она была усовершенствована и оказалась пригодной для репродукционных целей (вплоть до начала XX века гравюру и литографию в основном использовали для репродуцирования живописных картин).
1796 году в Мюнхене Зенефельдер познакомился с придворным музыкантом Францем Глейсснером, у которого нашел бесплатное питание и жилье. Взамен он давал его дочерям уроки игры на фортепиано. Глейсснер и его жена, которые оба верили в успешное будущее новой технологии печати, поддерживали изобретателя финансово и поощряли его «до степени самопожертвования». В 1797 году Зенефельдер построил печатный станок для нового процесса печати и провёл эксперименты по многоцветной печати. Своё изобретение он назвал химической печатью или литографией. Ему помогали братья Теобальд, Георг, Карл и Клемент. В 1799 году в Оффенбахе-на-Майне состоялось первое коммерческое применение литографии для печатания музыкальных нот после того, как музыкальный издатель Иоганн Антон Андре фон Зенефельдер приобрёл патентные права на «… секрет возможности печатать ноты и изображения на камне…». Зенефельдер сам установил в Оффенбахе первые пять литографских станков и лично обучал сотрудников. Андре осознал важность изобретение и вскоре после этого, в 1800 году, его братья немедленно открыли филиалы издательства в Париже и Лондоне, оформив там патентные права. Ноты фортепианных концертов Моцарта впервые появились в 1800 году как литографированные нотные издания.
Вскоре литографические мастерские стали печатать и рисунки художников, поскольку преимущества литографии в точности воспроизведения были очевидны. Сам Зенефельдер называл свои первые литографии «полиавтографиями» (Polyautografien). В Доме истории города Оффенбах-на-Майне хранится действующая копия печатного станка, многочисленные ранние литографские печатные камни, а также ранние литографские изделия той же типографии.
В 1809 году Зенефельдер был назначен инспектором специально созданного Литографического института в Мюнхене. Аналогичные учреждения были основаны под его руководством в Берлине, Париже, Лондоне и Вене.
Его первыми литографическими шедеврами стали рисунки на полях молитвенника императора Максимилиана (1807—1808), скопированные с оригинальных рисунков Альбрехта Дюрера, а в 1808—1809 годах совместно с Иоганном Непомуком Штрикснером — литографические копии христианско-мифологических рисунков Альбрехта Дюрера (Albrecht Dürers Christlich-Mythologische Handzeichnungen), и, в качестве дополнения, литографические копии рисунков Лукаса Кранаха. Их особенно восторженно оценил Иоганн Вольфганг фон Гёте. В «Jenaische Allgemeine Literatur-Zeitung» друг Гёте Генрих Мейер в 1808 и 1809 годах написал на эти произведения рецензии под подписью «W.K.F.» (Друзья искусства Веймара).
В 1818 году (второе издание: 1821) Зенефельдер написал полный учебник по литографии. За своё изобретение использования металлических пластин для печати вместо литографских камней Зенефельдер 22 января 1818 года получил шестилетнюю «королевскую привилегию». В 1818 году в Вене по мюнхенскому образцу был основан Литографический институт поземельного налогового кадастра. Для этой цели Зенефельдер был вызван в Вену и взял на себя руководство устройством учреждения.
В 1826 году Зенефельдеру удалось напечатать цветные литографии (с нескольких камней), а в 1833 году ему удалось переносить с камня на полотно изображения, написанные масляными красками. Его металлографические эксперименты по печати со стальных, цинковых, латунных и медных пластин впоследствии легли в основу офсетной печати.
Ещё одна область применения литографии в печати на тканях открылась в 1802 году. На хлопкопрядильной и ткацкой фабрике в Поттендорфе близ Вены, которой управлял англичанин Иоганн Торнтон, Зенефельдеру также удалось применить более экономичный процесс печати на ситце.
Последователями Зенефельдера были: в Германии — И. Н. Штрикснер, во Франции — Г. Энгельман. Ученик Зенефельдера Ж.-Р. Лемерсье (1803—1887) стал впоследствии лучшим парижским литографом.

## Память
Алоиз Зенефельдер похоронен в Мюнхене на Старом южном кладбище. Имя Зенефельдера носит площадь в берлинском районе Пренцлауэр-Берг, улицы в Вене, Бремене в более чем в пятидесяти других городов Германии. В общине Зольнхофен поставлен памятник Зенефельдеру.